# 岩岸岛蜥
沿岸岛蜥（学名：Emoia atrocostata）又名岩岸島蜥、都蜥蜴。为石龙子科岛蜥属的爬行动物。分布于马来半岛、菲律宾、日本、印度尼西亚至巴布亚新几内亚、澳大利亚、台湾岛等地，多栖息于海岸边潮间地有礁石的地区。该物种的模式产地在太平洋Caroline群岛。

## 描述
體長約10公分，最大全長可達25公分。體色為灰色或棕灰色，帶有黑色斑點。體側有一條淺黑色橫帶。喉嚨通常帶藍色，腹部呈綠色或黃色至橙色。

## 習性
日行性，以海岸節肢動物為食，包括海蟑螂與小螃蟹。尾巴極易自割。性怕人，不易觀察。每次產卵兩顆，掘穴產於砂土中。

## 棲地
喜棲於潮間帶的礁石中。

## 保护
本种于2023年被收录入《有重要生态、科学、社会价值的陆生野生动物名录》。